# HMS Kullen (M74)
HMS Kullen (M74) är ett minröjningsfartyg i svenska flottan. Ursprungligen var HMS Kullen en av de sju fartygen i Landsort-klassen, men i samband med en så kallad halvtidsmodernisering av Kockums i Karlskrona kommer HMS Kullen att ingå i den nya Koster-klassen.
HMS Kullen byggdes vid Karlskronavarvet och är namngiven efter Kullens fyr.

## Bilder

HMS Kullens vapen.
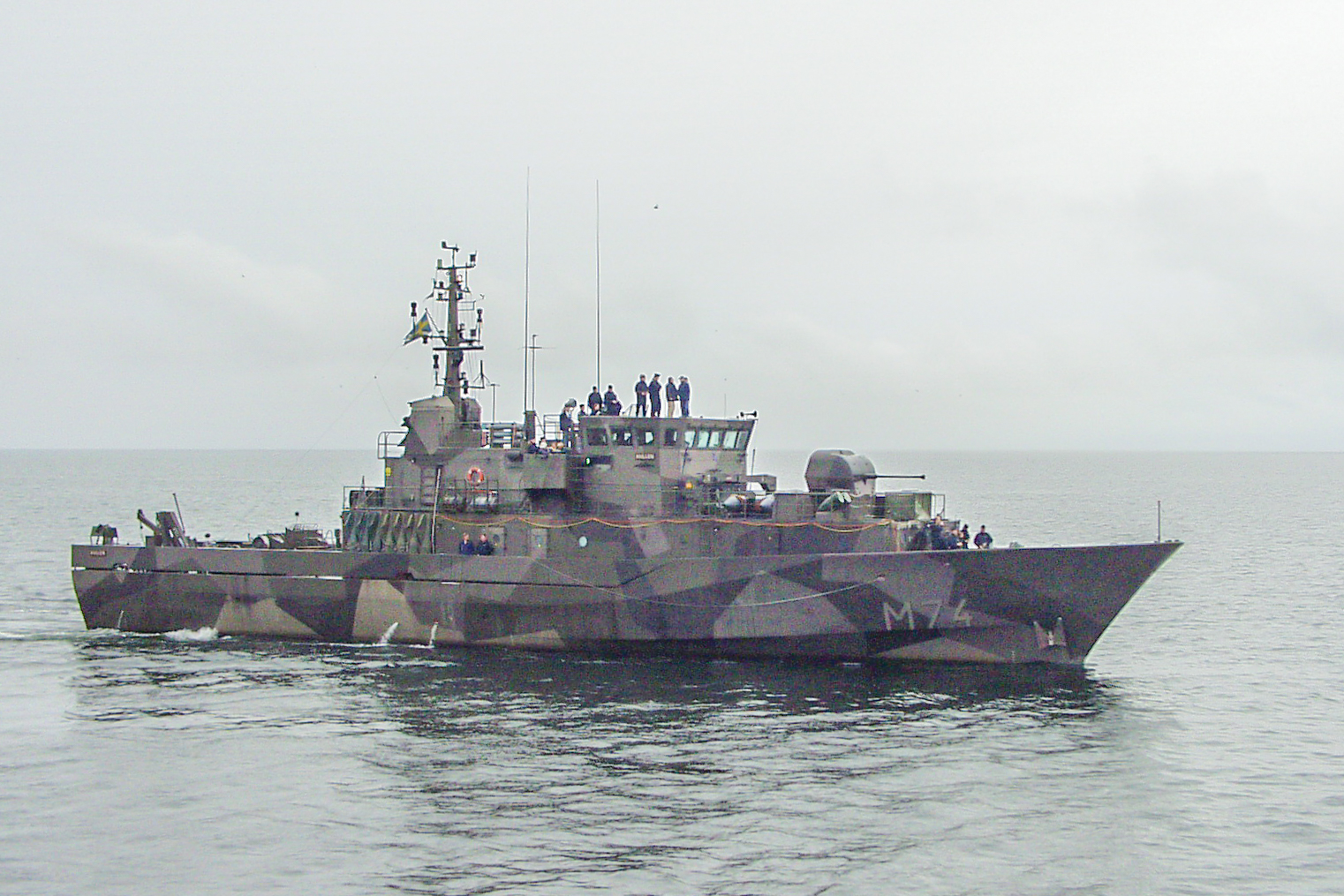
År 1999.
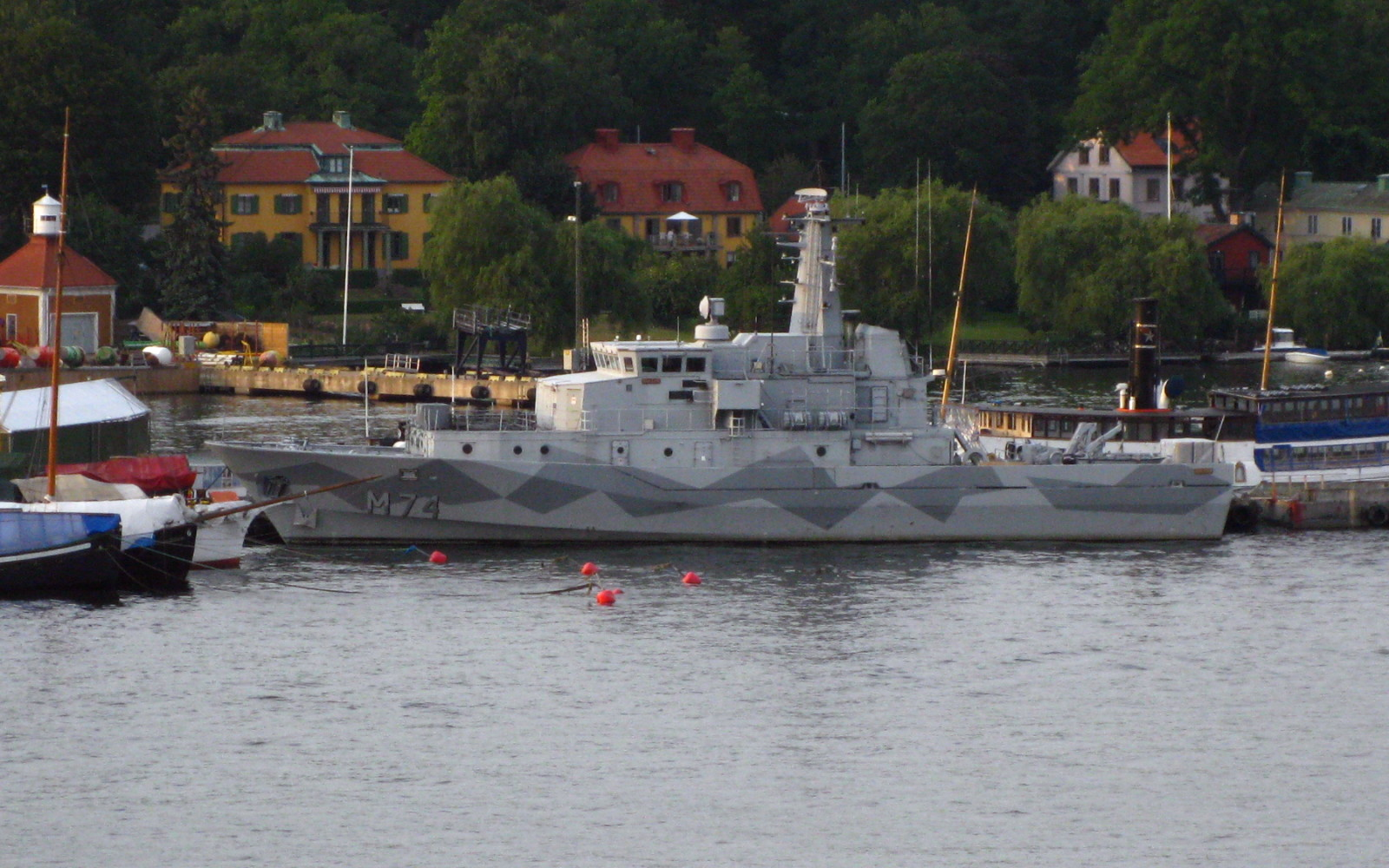
År 2011.